# Tanimbarcettia
Tanimbarcettia (Horornis carolinae) är en fågel i familjen cettior inom ordningen tättingar.

## Utbredning och systematik
Fågeln förekommer enbart på ön Yamdena i Tanimbaröarna, Indonesien. Den behandlas som monotypisk, det vill säga att den inte delas in i några underarter.

### Släktestillhörighet
Artena inom Horornis har tidigare ingått i släktet Cettia, men genetiska studier visar att dessa arter är närmare släkt med släktena Phyllergates, Abroscopus och Tickellia än med till exempel sumpcettia (Cettia cetti).

## Status
IUCN kategoriserar arten som nära hotad.